# Теплова історія Землі
Теплова історія Землі - це вивчення історії охолодження планети Земля. Це підгалузь геофізики. Теплові історії також обчислюються для внутрішнього охолодження інших планетарних і зоряних тіл. Вивчення теплової еволюції інтер'єру Землі до сьогодні є невизначеним та суперечливим у всіх аспектах, починаючи від інтерпретації петрологічних спостережень, що використовуються для виведення температури всередині, до динаміки рідини, відповідальної за втрату тепла, до властивостей матеріалу, які визначають ефективність транспорту тепла.
Спостереження, які можна використати для виявлення температури всередині Землі - від найдавніших каменів Землі до сучасних сейсмічних зображень розмірів внутрішнього ядра. Старовинні вулканічні породи можуть бути пов'язані з глибиною і температурою плавлення через їх геохімічний склад. Використовуючи цю техніку та деякі геологічні висновки про умови збереження породи, можна зробити висновок про температуру мантії. Сама мантія повністю конвективна, так що температура в мантії в основному постійна з глибиною за межами верхнього та нижнього теплових меж шарів. Це не зовсім так, бо температура в будь-якому конвективному тілі під тиском повинна зростати вздовж адіабати, але адіабатичний температурний градієнт, як правило, набагато менше температурних стрибків на кордонах. Тому мантія, як правило, асоціюється з однією або потенційною температурою, яка відноситься до температури середньої мантії, екстрапольованої вздовж адіабати до поверхні. Потенційна температура мантії становить близько 1350 оС. Існує аналогічна температура потенціалу серцевини, але, оскільки відсутні зразки з серцевини, теперішня температура залежить від екстраполяції температури вздовж адіабати з внутрішньої границі земного ядра.